# ليو قرسفقطي
ليو قرسفقطي (والمعروف أيضًا باسم ليو ماجيستروس أو ليو ماجيستر) كان مسؤولًا بيزنطيًا ارتقى إلى منصب رفيع في عهد الإمبراطور باسيل الأول المقدوني (حكم. 867–886) وخدم كمبعوث تحت قيادة الإمبراطور ليو السادس الحكيم (حكم. 886–912) إلى بلغاريا والخلافة العباسية. وكان قرسفقطي أيضًا عالمًا وكاتبًا بارزًا ومتعلمًا جيدًا، وقد بقيت العديد من أعماله ومراسلاته.

## السيرة

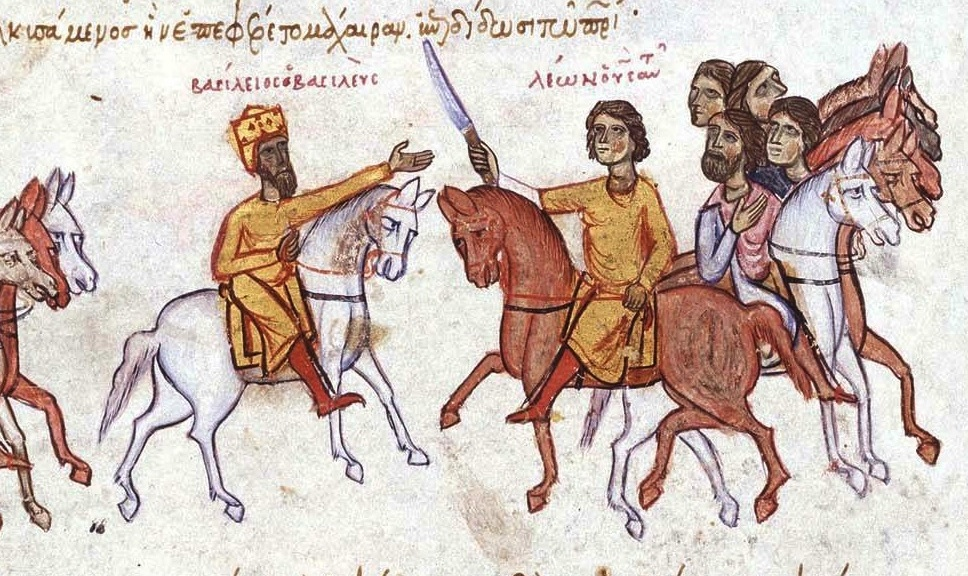
باسيل الأول (يسار) وليو السادس الشاب (يمين)، صورة مصغرة من مجموعة مخطوطة سكلتيز المدريدية.

تاريخ ميلاد قرسفقطي ليس واضحًا؛ فقد وضعه جورج كولياس بين عامي 845 و850، بينما وضعه هانز جورج بيك [الإنجليزية] حوالي عام 824. ومع ذلك، يرفض بول ماجدالينو [الإنجليزية] تاريخ الميلاد في عشرينيات القرن التاسع، لأن قرسفقطي كان لا يزال على قيد الحياة في عام 913 وربما مات بعد عام 920. جاءت عائلته من بيلوبونيز وكانت راسخة في الدوائر الأرستقراطية. من خلال زوجته، كان على ما يبدو قريبًا لزوي كاربونوبسينا، عشيقة الإمبراطور ليو السادس بعد حوالي عام 903 وزوجته الرابعة في النهاية، وتزوج هو نفسه سيدة مرتبطة بالعائلة الإمبراطورية البيزنطية، وأنجب منها ابنتين.
لا يُعرف شيء عن حياة قرسفقطي المبكرة قبل حوالي عام 865، عندما كرّس عملاً لاهوتيًا رئيسًا، وهو كتاب "اللاهوت في ألف سطر" ( Χιλιόστιχος Θεολογία ) إلى الإمبراطور مايكل الثالث (حكم. 842–867). في عهد خليفة ميخائيل، باسيل الأول المقدوني، ارتقى قرسفقطي إلى مناصب عليا في الدولة، حيث سُمي مستكوس (أول حامل معتمد لهذا المنصب) وكنيكولوس، وكلاهما مناصب سرية على مقربة من الإمبراطور.
استمر قرسفقطي في أن يحظى بتفضيل ابن باسيل وخليفته، ليو السادس، الذي منحه الكرامات العالية مثل الحاكم، والماجيستير، والأرستقراطي بحلول عام 896. في عامي 895 و896، أرسل الإمبراطور ليو قرسفقطي في سلسلة من السفارات إلى الحاكم البلغاري سمعان (حكم. 893–927)، لإنهاء الحرب المستمرة بين الدولتين . وتُعد مراسلاته الدبلوماسية الباقية مصدرًا قيمًا لهذه الأحداث.

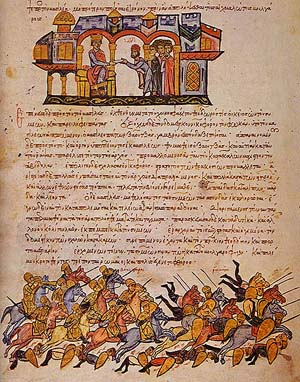
البلغار يهزمون القوات البيزنطية في معركة بولجاروفيجون عام 896. من مخطوطة سكلتيز المدريدية.

في عام 905/906، أرسل الإمبراطور ليو قرسفقطي كمبعوث إلى أمراء طرسوس وملطية، وكذلك إلى البلاط العباسي في بغداد، على أمل التوصل إلى معاهدة سلام، ولكن أيضًا لجمع المنح الاقتصادية [الإنجليزية] من البطاركة الشرقيين الذين يعيشون في الدولة العباسية لزواج الإمبراطور الرابع، وهو ما يحظره القانون الكنسي عادةً. بعد فترة وجيزة من عودته، حوالي عام 907، سقط قرسفقطي في الازدراء ونُفي إلى مكان يسمى البتراء، مما يشير ربما إلى بعض المشاركة في ثورة أندرونيكوس دوكاس [الإنجليزية] المعاصرة. خلال هذه الفترة من العار، أرسل رسائل متكررة إلى الإمبراطور يدافع فيها عن قضيته. وكان أيضًا موضوع هجوم عنيف من الأسقف أريثاس القيصري [الإنجليزية] في عمل الأخير ذبح الخنازير أو كاره السحرة (Μισογόης)، حيث اتُهم بأنه "يوناني (هيليني)" (مصطلح مماثل لمصطلح "وثني"). وفي نهاية المطاف، عُفي عنه وأُعيد تأهيله، إما من الإمبراطور ليو نفسه أو من شقيقه وخليفته، ألكسندر (حكم. 912-913)، لأنه في وقت وفاة الإسكندر كان قد عاد إلى القسطنطينية، وكان متورطًا في المؤامرة [الإنجليزية] والانقلاب الفاشل للقائد قسطنطين دوكاس [الإنجليزية]. بعد قمع الانقلاب، لجأ قرسفقطي إلى كنيسة آيا صوفيا . هناك قُبض عليه، وحُلق شعره [الإنجليزية]، ثم اُحتُجز في دير ستوديوس، حيث توفي بعد فترة وجيزة من عام 919.

### الطبعات لأعماله
- ليون خوروسفاخطس، ماجيستر، بروقنصل وباتريس: السيرة الذاتية، المراسلات [مع رسائل من سمعان، أمير بلغاريا، ومن الماجيستر جينيسيوس، ومن الكوستور أناستاسيوس، ومن الباتريس توما، ومن السباتاير بروكوبيوس الأول]، النص والترجمة الفرنسية لجورجيوس كولياس، أثينا، 1939.
- اللاهوت ذو الألف بيت شعري (Chiliostichos Theologia): الطبعة الأولى، النص، التعليق والترجمة الألمانية بقلم يوانيس فاسيس، ضمن Supplementa Byzantina 6، برلين ونيويورك، 2002.
- القصائد العنقريبية عن الحمامات (De thermis) لليون الماجيستر، تحقيق: ك. جالافوتي، الأكاديمية الوطنية للينتشِي، نشرة الكلاسيكيات، السلسلة الثالثة، العدد 11 (1990)، الصفحات 78–103.
- خمسة شعراء بيزنطيين: قصائد على نمط أناقريون من المخطوطة البربرينية اليونانية رقم 310، النص، التعليق والترجمة الإيطالية بقلم فيديريكا تشيكوليلا، أمستردام، 2003.
- المراسلات؛ مقدمة، نص نقدي، ترجمة وتعليقات، النص، التعليق والترجمة الإيطالية بقلم جواكينو سترانو، كاتانيا: مركز الدراسات حول المسيحية القديمة، جامعة كاتانيا، 2008.